# チェンソーマン (アニメ)
『チェンソーマン』（Chain saw Man）は、藤本タツキによる同名の漫画を原作としたアニメ作品。テレビアニメは2022年10月から12月までテレビ東京系列ほかにて放送された。
テレビアニメの続編として、『劇場版 チェンソーマン レゼ篇』が東宝の配給で2025年9月19日に公開予定となっている。
製作に当たっては製作委員会方式を用いず、MAPPA一社のみの出資で行われている。

## 登場人物
- デンジ - 声：戸谷菊之介
- マキマ - 声：楠木ともり
- 早川アキ - 声：坂田将吾
- パワー - 声：ファイルーズあい

## スタッフ
| 原作                                                          | 藤本タツキ                            |
| 監督                                                          | 中山竜                                |
| チーフ演出                                                    | 中園真登                              |
| シリーズ構成・脚本                                            | 瀬古浩司                              |
| キャラクターデザイン                                          | 杉山和隆                              |
| 悪魔デザイン                                                  | 押山清高                              |
| アクションディレクター                                        | 𠮷原達矢                              |
| プロップ・衣装デザイン                                        | 山本彩 和田たくや（第8、9、11、12話） |
| 美術監督                                                      | 竹田悠介 宗政拓也（補佐）             |
| 美術設定                                                      | 中島美佳 松田春香（第3、5-7話）       |
| 色彩設計                                                      | 中野尚美                              |
| 撮影監修                                                      | 宮原洋平                              |
| CGIプロデューサー                                             | 淡輪雄介                              |
| 3DCGディレクター                                              | 奧納基、横川和政                      |
| 撮影監督                                                      | 伊藤哲平                              |
| 編集                                                          | 吉武将人                              |
| 音楽                                                          | 牛尾憲輔 安場晴生（協力）             |
| 音響監督                                                      | 小泉紀介                              |
| 製作プロデューサー                                            | 木村誠                                |
| クリエイティブ プロデューサー・ アニメーション プロデューサー | 瀬下恵介                              |
| 制作・製作                                                    | MAPPA                                 |

## 制作

### 企画経緯・スタッフィング
本作は製作委員会方式ではなく、制作会社のMAPPAが全額出資する形で製作された。アニメーションプロデューサーを務めるMAPPAの瀬下恵介は、このような体制を取った理由について、「『チェンソーマン』をよりよい形で映像化したい」という前提の下でどのようなスタッフィングがよいか話し合った結果、複数の会社の幹部が集まって様々な思想が錯綜する製作委員会方式よりも、自社ですべて制作費を出した方が、表現面においてもビジネス面においても自由度が高いと判断したと語っている。
スタッフィングにあたって瀬下は、原作がジャンプ作品における異色であることから演出や表現の決まった型を持たない新人に託すことで面白くなるだろうと考え、自身が入社した時からアニメーターとしての才能を見せていた中山竜を監督として起用した。中山はMAPPAの別作品『呪術廻戦』の第19話「黒閃」の演出・絵コンテなどを手掛けた実績があるものの、テレビシリーズの監督は本作が初めてである。
また、原作者である藤本から「良い映像を見たいためにできることは全てやる」と提案されたことを踏まえて、キャラクターデザインやキャスティング、絵コンテのチェックから映像表現に至るまで逐一藤本から意見を求めた。

### セッティング・演出
アニメは漫画と違いリアルな時間軸で表現する必要があることから、映像化に当たっては「原作の忠実な再現」というよりはむしろ、「原作を映像化した際により忠実に見えるようにする」という方針がとられ、画面構成については写実的または映画的にするという方針が立てられた。
シリーズ構成・脚本を担当した瀬古はインタビューの中で、原作を読んだ際に「映画的な漫画」だと強く感じ、シナリオを執筆している際も原作の熱量を下げることがないように意識していたと話している。構成にあたってはまず原作のどこまでを映像化するかを決め、そこからそれぞれの話数に割り振るという作業が行われたが、この割り振りにおいて瀬古は各エピソードにテーマがあるかと最後の引きをどうするかを重要視し、これは海外ドラマの影響であるという。テレビアニメ版独自の場面を追加する際も、原作の魅力を損なったり、齟齬が生じることがないように細心の注意が払われた。
また原作は過激な描写が多いが、監督の中山は「作品内で起きたことはちゃんと描写する」という方針を立てており、描写を抑制したら『チェンソーマン』ではなくなってしまうと語っている。これらの描写はテレビ局の考査や協議の上で問題ないことを確認して描かれているが、許容されている要因として中山は斬られる相手が人間ではなく悪魔やゾンビであることを挙げている。ただし、漫画の表現をそのまま映像にすると必要以上に生々しくなってしまうため、『チェンソーマン』らしい映像化には表現の調整は大切だとしている。

### 美術
本作においては、手書きのアニメーションと3DCGが併用されている。本作の3DCGモデルディレクターを務めた横川和政は、今まで培ったMAPPAの様式を引き継ぎつつも、3Dモデルに質感を入れる新しい手法も挑戦していると述べている。MAPPAのCGチームは、チェンソーマンやサムライソードに加え、カースらモデリングの難しい悪魔も手掛けているほか、作画参考用としてデンジら主要人物のレイアウトモデルも作成した。このうち、チェンソーマンとサムライソードは中山の要望により、部位の一部に特殊効果を撮影時ではなく3Dモデル作成の時点で付与するというMAPPAにしては珍しい手法がとられた。これにより、作画キャラクターともなじむ、2D調でありながらリッチな質感に仕上がり、特殊効果を入れる箇所やモデルを制限することで、より印象的に見せることができた。横川は特にチェーンソーマンの動きにこだわりがあり、じっくり協議をしながらセットアップを行ったといい、実際のチェンソーマンの首のチェーン一つ一つだけでなく、スニーカーの組みひもにリグが仕込まれるなど、細やかな設計がなされている。最初、中山や杉山が3DCGに不慣れであり、以降のリテイクに時間がかかることから、たたき台としてチェンソーマンの3Dモデルの初稿が出された。これをもとに杉山がキャラクター設定を仕上げ、そこからさらにモデルのブラッシュアップが行われた。それから数週間後に出来上がった完成稿は大まかな造形の変更ではなく、質感や色味などが補強された。加えて、初稿では水平だった歯茎の角度は、実際の人間の歯茎に従って2、3度の傾斜をつけることで造形のバランスが整った。また、衣装やダメージの差分も作られた。一方、チェンソーの刃が回転する場面はテクスチャやアニメーションだと正面から見た際にチェンソーの厚みがなくなってしまうため、こちらも3Dモデルによる表現が採用された。戦闘シーンではチェンソーを振り回すことから、あらゆる角度から見ても破綻がなく、かっこいい動きを実現するため、横川と杉山の間で話し合いが行われ、試行錯誤が重ねられた。
本作に登場する悪魔のうち、幽霊の悪魔のウェーブした髪を3Dモデルで表現するのには時間がかかった。最終的には大きなウェーブをZBrushでモデリングし、細かなウェーブをテクスチャで表現する手法がとられた。また、幽霊の悪魔はたくさんの腕や髪の毛の揺れだけでなく、花同士のめり込み防止にいたるまで複雑なリグが求められた。
撮影監督を務めた伊藤哲平は、色や雰囲気を大切にしてほしいという要望が寄せられたため、どうすれば雰囲気が良くなるかをつねに念頭に置いていたと話している。本作の撮影工程は、コンテ撮、レイアウト撮、タイミング撮、本撮という一般的なフローの次に色彩的な効果を用いたフィルタ処理という工程がある。これにより、場所や時期だけでなく、登場人物の感情を含んだ雰囲気ができるようになった。
本作は全体的に青みがかった色調を特徴としており、ライターのアナイス（ANAIS）はリアルサウンドに寄せた記事の中で、『呪術廻戦』の第2クールのオープニングを思わせると指摘している。

### 演技・キャスティング
キャスティングにあたっては、既存作品からイメージを作るのではなく、「デンジはデンジの声」という考えから、演者の普段の発声が意識された。また、選考はテープオーディションや立ち合いオーディションなど、複数の方法を用いて、時間をかけて行われた。
主人公のデンジ役には新人声優の戸谷菊之介が選ばれた。戸谷本人は本作が初めての主演作となることへのプレッシャーがあったものの、音響監督の小泉紀介から作品の方向性について丁寧な説明を受けたりするなど、安心して収録に臨めたと語っている。その一方で、戸谷は2022年9月19日に行われたワールドプレミアにて、デンジの気持ちを細かく分析すると共感できる部分が多く、その気持ちを演技にのせたと述べている。
マキマ役には、戸谷と同じ事務所の先輩にあたる楠木ともりが起用された。楠木はワールドプレミアにて、デンジとの距離感を意識しながら演技をしていると述べている。楠木は当初はマキマの謎めいた雰囲気を演技に含ませようとしたものの、監督からそのニュアンスは不要であると指摘が寄せられたと、戸谷との対談の中で明かしている。楠木は指示の意図について、序盤ではデンジから見たマキマが多く描かれているためであると推測しており、フラットなテンションかつつかみどころがないが、たまにかわいらしさが少しのぞけば良しと思って演じているとも話している。また、物語ではデンジとマキマが行動を共にする場面が多いものの、お互いがどう出るのか知らない方がよいという観点から、特に打ち合わせなどはしていないと楠木は述べており、互いの演技で感じたことを受けて、それぞれの役で出した方が監督の求めるリアリティに近いと話している。
デンジの仲間の一人となる早川アキ役には坂田将吾が起用された。早川も中山から「坂田くんは[中略]声をつくらなくてもアキだから、お芝居をしようとしなくていい」と言われており、そこから作品の世界観をつかめたと感じたと語っている。また、ある回ではアキの気持ちに焦点が当てられていたため、集中するために台本を見ずに収録に臨んだと坂田は述べており、「裏を返せば、それほど役を理解できたということで、僕にとって初めての経験でした。」と振り返っている。以上のことから、坂田はアキが心のうちに秘めたやさしさを描けることにつながったと推測している。
姫野役には伊瀬茉莉也が起用されており、楠木によると伊瀬が「公安対魔特異4課ノート」を用意して共演者にアフレコの感想を書いてもらい、直接会えない者とも交流ができるようにしたとされている。
パワー役にはファイルーズあいが起用されており、戸谷はファイルーズが場を盛り上げてくれるため、皆が仲良くなれたと話している。

本作の収録に当たっては、キャスト全員に対して監督から「抑揚をつけすぎず、通常の会話と同じような感覚で演技してほしい」という指示が出された。このため、戸谷はアニメ的なイントネーションや抑揚を控え、現実に近いアプローチで芝居に臨んだという。楠木も原作を読んでいるとこのようなアプローチをしたいという考えがたくさん出るものの、基本的にはそれを排し、抑揚を抑えた演技になったとワールドプレミアにて述べている。

### 音楽
エンディング・テーマは12組のアーティストが週替わりで務め、エンディング映像も毎週異なる映像になっているなど、アニメ制作における挑戦的な姿勢と強いこだわりが注目された。週替わりのエンディングテーマは監督の中山からの提案であり、自社出資だからこそ実現できたアイデアの一つである。また、回ごとにエンディングの演出を変える必要があり、現場にそれだけの余力があるのかという懸念があったが、関係者から承諾が得られたため、実現できた。

## 主題歌
エンディングテーマは全12話全て異なり、週替わりで使用された。第3話エンディングテーマ「刃渡り2億センチ」は挿入歌としても使用された。
| 話数      | 曲名      | 歌       | 作詞     | 作曲     | 編曲               |
| --------- | --------- | -------- | -------- | -------- | ------------------ |
| #01 - #12 | KICK BACK | 米津玄師 | 米津玄師 | 米津玄師 | 米津玄師、常田大希 |

| 話数       | 曲名               | 歌                       | 作詞             | 作曲             | 編曲                |
| ---------- | ------------------ | ------------------------ | ---------------- | ---------------- | ------------------- |
| #01        | CHAINSAW BLOOD     | Vaundy                   | Vaundy           | Vaundy           | Vaundy              |
| #02        | 残機               | ずっと真夜中でいいのに。 | ACAね            | ACAね            | 100回嘔吐、ZTMY     |
| 挿入歌 #03 | 刃渡り2億センチ    | マキシマム ザ ホルモン   | マキシマムザ亮君 | マキシマムザ亮君 | -                   |
| #04        | 錠剤               | TOOBOE                   | TOOBOE           | TOOBOE           | TOOBOE              |
| #05        | インザバックルーム | syudou                   | syudou           | syudou           | syudou              |
| #06        | 大脳的なランデブー | Kanaria                  | Kanaria          | Kanaria          | Kanaria             |
| #07        | ちゅ、多様性。     | ano                      | あの、真部脩一   | 真部脩一         | TAKU INOUE          |
| #08        | first death        | TK from 凛として時雨     | TK               | TK               | TK                  |
| #09        | Deep down          | Aimer                    | aimerrhythm      | 永澤和真         | 玉井健二、百田留衣  |
| #10        | DOGLAND            | PEOPLE 1                 | Deu              | Deu              | Deu、Hajime Taguchi |
| #11        | バイオレンス       | 女王蜂                   | 薔薇園アヴ       | 薔薇園アヴ       | 女王蜂、塚田耕司    |
| #12        | ファイトソング     | Eve                      | Eve              | Eve              | Numa                |

## 反響・評価

### 反響
2022年に行われ、150人が投票に参加した「期待度が高い2022年秋アニメランキングベスト13」では3位を獲得した。
オープニングテーマである米津玄師「KICK BACK」はアニメ放送終了後まで続くロングヒットを記録し、Billboard Japan Hot AnimationではLiSA「紅蓮華」を抜き、歴代最長となる17週連続での首位（週間1位）を獲得した。また、2024年1月11日に本作のノンクレジットオープニング映像がYouTubeにて1億回再生を突破した。
本作に携わったアニメーターたちが自身のSNS上に担当したカットを掲載していることについて、映画コラムニスト・編集者のアナイス（ANAIS）はリアルサウンドに寄せた第4話批評の中で、「細かな分担が可視化されることで個人の労働と功績が称賛しやすくなるだけでなく、アニメの制作過程を一般的に周知させる意義が感じられる」と述べており、原画の写真の掲載許可があることも大きいとみている。

### 評価
アナイスはリアルサウンドに寄せた第1話の批評の中で、本編は全体に渡ってそれ以上の質が保たれていると評価する一方、漫画だからこその表現が損なわれていると指摘しており、あらためて漫画というフォーマット独自の強さ（そして原作漫画の凄さ）を実感させられたと述べている。第4話の批評では回を追うごとにアクションシーンがよくなっていくように感じたと述べている。
アナイスはアニメオリジナルの演出のうち、第2話で筋肉の悪魔のエピソードのカットに伴う表現が原作から変更されたことについて、MAPPAの英断だと評価している。また、第2話から第3話におけるアキとマキマのやりとりにアニメ独自の表現が追加されたことで彼の内面がよく表現されたと評価している。アナイスはその最たる例としてアキの日常シーンをあげており、その中では彼の人となりだけでなく、デンジとの生活の進展が表現されていると評価している。
『日経産業新聞』は2023年2月22日付記事にて、同年1月27日に発売されたチェンソーマンのBlu-ray、DVDの売上が想定を大幅に下回る2,000枚程度と低迷していることを指摘。MAPPAの定評ある作画力は評価に値するとした一方、原作から改変された部分やエピソードの取捨選択、アニメオリジナルのシーンに原作ファンが不満を持っているとし、製作委員会主導ではない画期的取組みを否定するのではなく、失敗を踏まえて次に活かすことが望まれると論じた。
一方、MAPPAの大塚学は本作について「収支において完全に成功」であると述べ、原作者の藤本もアニメの制作陣に対して感謝の意を示している。

### 受賞
クランチロール・アニメアワード2024において「最優秀新シリーズ賞」を受賞した。

## 各話リスト
| 話数 | サブタイトル       | 絵コンテ                   | 演出                | 作画監督 | 総作画監督                                             | 初放送日        |
| ---- | ------------------ | -------------------------- | ------------------- | --- | ------------------------------------------------------ | --------------- |
| #01  | 犬とチェンソー     | 中山竜                     | 中山竜              | 松浦力 山﨑爽太 清水貴子 山門郁夫 | 杉山和隆                                               | 2022年 10月12日 |
| #02  | 東京到着           | 谷田部透湖                 | 谷田部透湖 中園真登 | 山本彩 関みなみ 山崎杏理 北村晋哉 | 杉山和隆 齊田博之 伊藤公規                             | 10月19日        |
| #03  | ニャーコの行方     | 田中宏紀                   | 田中宏紀            | 田中宏紀 高田陽介 張紹偉 | 清水貴子 齊田博之 杉山和隆                             | 10月26日        |
| #04  | 救出               | 𠮷原達矢                   | 𠮷原達矢            | 矢島陽介 清水裕輔 長谷川ひとみ 河野敏弥                                                                                                  | 杉山和隆 松浦力                                        | 11月2日         |
| #05  | 銃の悪魔           | 神谷友美                   | 高田陽介            | 高田陽介 野田友美 北村晋哉 山本彩 駿 | 清水貴子 齊田博之 杉山和隆                             | 11月9日         |
| #06  | デンジを殺せ       | 榎戸駿                     | 榎戸駿              | 矢島陽介 山門郁夫 青木里枝 長谷川ひとみ                                                                                                  | 齊田博之                                               | 11月16日        |
| #07  | キスの味           | 中園真登 渡辺啓一郎 中山竜 | 中園真登            | 長谷川ひとみ 清水裕輔 髙木晴美 山崎杏理 池田智志                                                                                         | 松浦力 杉山和隆 清水貴子 駿                            | 11月23日        |
| #08  | 銃声               | 御所園翔太                 | 御所園翔太 佐藤威   | 新沼拓也 野田友美 伊藤公崇 中山智代 | 山﨑爽太 杉山和隆 駿                                   | 11月30日        |
| #09  | 京都より           | 田中宏紀                   | 金子貴弘            | 田中宏紀 山本彩 青木里枝 長谷川ひとみ 飯田剛士 服部聰志 北村晋哉                                                                         | 齊田博之 清水貴子                                      | 12月7日         |
| #10  | もっとボロボロ     | 𠮷原達矢                   | 𠮷原達矢            | 山門郁夫 清水裕輔 伊藤進也 HAHI | 杉山和隆 山﨑爽太 矢島陽介 清水貴子 松浦力 駿          | 12月14日        |
| #11  | 作戦開始           | 中園真登                   | 中園真登 佐藤威     | 飯田剛士 長谷川ひとみ 青木里枝 服部聰志 山崎杏理 山本彩 野田友美                                                                         | 山﨑爽太 齊田博之 杉山和隆 清水貴子 駿                 | 12月21日        |
| #12  | 日本刀VSチェンソー | 中山竜                     | 中山竜              | 矢島陽介 松浦力 齊田博之 山﨑爽太 清水貴子 駿 長谷川ひとみ 山門郁夫 伊藤進也 北村晋哉 清水裕輔 青木里枝 山崎杏理 山本彩 庄一 りく 10十10 | 杉山和隆 矢島陽介 松浦力 齊田博之 山﨑爽太 清水貴子 駿 | 12月28日        |

## 放送局
| 放送期間 | 放送時間                     | 放送局                | 対象地域・備考                                              |
| --- | ---------------------------- | --------------------- | ----------------------------------------------------------- |
| 2022年10月12日 - 12月28日 | 水曜 0:00 - 0:30（火曜深夜） | テレビ東京系列全6局   | 北海道・関東広域圏・愛知県・ 大阪府・岡山県・香川県・福岡県 |
| | 水曜 21:30 - 22:00           | AT-X                  | CS放送 / リピート放送あり                                   |
| 2022年10月22日 - 2023年1月7日 | 土曜 0:55 - 1:25（金曜深夜） | 長崎放送（NBC）       | 長崎県                                                      |
| 2022年10月22日 - 2023年1月14日 | 土曜 1:55 - 2:25（金曜深夜） | 新潟放送（BSN）       | 新潟県 / 『BSN THE アニメ』枠                               |
| 2022年10月28日 - 2023年1月20日 | 金曜 1:28 - 1:58（木曜深夜） | テレビユー福島（TUF） | 福島県                                                      |
| 2022年10月29日 - 2023年1月21日 | 土曜 1:55 - 2:25（金曜深夜） | テレビユー山形（TUY） | 山形県                                                      |
| 2022年10月29日 - | 土曜 21:00 - 21:30           | アニマックス          | BS/CS放送                                                   |
| 2022年11月4日 - 2023年1月27日 | 金曜 2:00 - 2:30（木曜深夜） | 鹿児島テレビ（KTS）   | 鹿児島県                                                    |
| テレビ東京系列（AT-Xを含む）では字幕放送を実施。 同系列の地上波6局では、本放送前週の同年10月5日に特別番組 『いよいよ放送直前! TVアニメ『チェンソーマン』徹底解剖 SP』が放送された。 |                              |                       |                                                             |

| 配信開始日     | 配信時間                     | 配信サイト |
| -------------- | ---------------------------- | --- |
| 2022年10月12日 | 水曜 1:00（火曜深夜） 更新   | Amazon Prime Video |
| 2022年10月13日 | 木曜 1:00（水曜深夜） 更新   | ABEMAビデオ （ABEMAプレミアム） Disney+ dTV dアニメストア （本店・ニコニコ支店・for Prime Video） FOD Hulu J:COMオンデマンド メガパック milplus Netflix Paravi TELASA U-NEXT WOWOWオンデマンド アニメタイムズ アニメ放題 auスマートパスプレミアム バンダイチャンネル GYAO! ニコニコチャンネル ネットもテレ東 HAPPY!動画 ムービーフルplus |
|                | 木曜 1:00 - 1:30（水曜深夜） | ABEMA |

| テレビ東京系列 水曜 0:00 - 0:30（火曜深夜） | テレビ東京系列 水曜 0:00 - 0:30（火曜深夜） | テレビ東京系列 水曜 0:00 - 0:30（火曜深夜） |
| 前番組                                      | 番組名                                      | 次番組                                      |
| ------------------------------------------- | ------------------------------------------- | ------------------------------------------- |
| 東京ミュウミュウ にゅ〜♡                    | チェンソーマン                              | とんでもスキルで異世界放浪メシ              |

## 劇場アニメ
テレビアニメの続編となる『劇場版 チェンソーマン レゼ篇』が2025年9月19日に公開予定となっている。

### スタッフ（劇場アニメ）
- 原作 - 藤本タツキ[48]
- 監督 - 𠮷原達矢[48]
- 副監督 - 中園真登[48]
- 脚本 - 瀬古浩司[48]
- キャラクターデザイン - 杉山和隆[48]
- サブキャラクターデザイン - 山崎爽太、駿[48]
- メインアニメーター - 庄一[48]
- アクションディレクター - 重次創太[48]
- 悪魔デザイン - 松浦力、押山清高[48]
- 衣装デザイン - 山本彩[48]
- 美術監督 - 竹田悠介[48]
- 色彩設計 - 中野尚美[48]
- カラースクリプト - りく[48]
- 3DCGディレクター - 渡辺大貴、玉井真広[48]
- 撮影監督 - 伊藤哲平[48]
- 編集 - 吉武将人[48]
- 音楽 - 牛尾憲輔[48]
- 主題歌 - 米津玄師「IRIS OUT」[49]
- エンディング・テーマ - 米津玄師、宇多田ヒカル - 「JANE DOE」[50]
- 配給 - 東宝[48]
- 制作 - MAPPA[48]

## 関連商品

### BD / DVD
| 巻 | 発売日        | 収録話          | 規格品番   | 規格品番   |
| 巻 | 発売日        | 収録話          | BD         | DVD        |
| -- | ------------- | --------------- | ---------- | ---------- |
| 1  | 2023年1月27日 | 第1話 - 第3話   | EYXA-13975 | EYBA-13971 |
| 2  | 2023年2月24日 | 第4話 - 第6話   | EYXA-13976 | EYBA-13972 |
| 3  | 2023年3月31日 | 第7話 - 第9話   | EYXA-13977 | EYBA-13973 |
| 4  | 2023年4月28日 | 第10話 - 第12話 | EYXA-13978 | EYBA-13974 |

### CD
Chainsaw Man Original Soundtrack EP Vol.1 (Episode 1-3)(2022/10/26発売)(配信限定)
Chainsaw Man Original SoundTrack EP Vol.2 (Episode 4-7)(2022/11/23発売)(配信限定)
Chainsaw Man Original SoundTrack EP Vol.3 (Episode 8-12)(2022/12/28発売)(配信限定)
Chainsaw Man Original Soundtrack Complete Edition - chainsaw edge fragments -(2023/1/25発売)

### 書籍
- 藤本タツキ 『TVアニメ「チェンソーマン」 公式スタートガイド スターターロープ』 集英社〈愛蔵版コミックス〉、2022年10月4日発売[53]、ISBN 978-4-08-792600-2

### ゲーム

#### アナログゲーム
チェンソーマン ナインタイル
オインクゲームズによる2023年5月26日一般販売（同年5月13日・14日にゲームマーケット2023春で先行販売）のボードゲーム。国内での発行部数累計20万部を突破した人気のボードゲーム『ナインタイル』の『チェンソーマン』のデザイン仕様。

#### 体験型ゲーム
リアル脱出ゲーム×チェンソーマン『迷宮の悪魔からの脱出』
SCRAPによるリアル脱出ゲーム（体験型ゲームイベント）。
以下、開催日程と会場。
- 2024年4月4日 - 6月30日、東京ミステリーサーカス
- 2024年4月25日 - 6月16日、リアル脱出ゲーム大阪南堀江店
- 2024年4月27日 - 29日、オルガホール
- 2024年5月30日 - 7月7日、リアル脱出ゲーム名古屋店
- 2024年7月19日 - 9月1日、リアル脱出ゲーム福岡店
- 2024年7月14日 - 15日、イベントホール松栄
- 2024年7月25日 - 9月1日、リアル脱出ゲーム横浜店NEW!!
- 2024年8月9日 - 9月16日、リアル脱出ゲーム札幌店

#### コラボレーション
モンスターストライク
2022年11月1日から同年11月18日までコラボイベントが開催。
白猫プロジェクト
2022年11月23日の第7話の放送中にティザーCMが流される形でコラボイベント開催決定が発表された。その際、運営元のコロプラが第9話までスポンサーに付いた。2022年11月30日から同年12月13日までコラボイベントが開催。
共闘ことばRPG コトダマン
2023年1月27日から2月9日までコラボイベントが開催。
勝利の女神:NIKKE
2023年2月22日から3月14日までコラボイベントが開催。
＃コンパス 戦闘摂理解析システム
2023年12月25日から2024年1月7日までコラボイベントが開催。